# Boro (Fórmula 1)
Boro fue un equipo neerlandés de Fórmula 1 dirigido por los hermanos Bob y Rody Hoogenboom.
Su único monoplaza fue construido por el equipo de Ensign, pero pasó a llamarse Boro después de que su patrocinador principal, HB Bewaking, terminó como propietario del coche luego de una disputa legal con el propietario de Ensign, Morris Nunn.
En la pequeña ciudad neerlandesa de Bovenkerk, los hermanos Hoogenboom establecieron una fábrica para trabajar en el N175. Disputaron un total de seis Grandes Premios entre 1976 y 1977, pero no lograron causar una impresión duradera. El equipo logró finalizar en solo dos eventos, siendo el mejor un octavo lugar para Larry Perkins en el Gran Premio de Bélgica de 1976.

## Resultados

### Fórmula 1
(Clave) (negrita indica pole position) (cursiva indica vuelta rápida)

| Año         | Chasis | Motor             | Neu. | Pilotos       | 1   | 2   | 3   | 4   | 5   | 6   | 7   | 8   | 9   | 10  | 11  | 12  | 13  | 14  | 15  | 16  | 17  | Puntos | Pos. |
| ----------- | ------ | ----------------- | ---- | ------------- | --- | --- | --- | --- | --- | --- | --- | --- | --- | --- | --- | --- | --- | --- | --- | --- | --- | ------ | ---- |
| 1976        | 001    | Ford Cosworth DFV | G    |               | BRA | RSA | USW | ESP | BEL | MON | SWE | FRA | GBR | GER | AUT | NED | ITA | CAN | USA | JPN |     | 0      | NC   |
| 1976        | 001    | Ford Cosworth DFV | G    | Larry Perkins |     |     |     | 13  | 8   | DNQ | Ret |     |     |     |     | Ret | Ret |     |     |     |     | 0      | NC   |
| 1977        | 001    | Ford Cosworth DFV | G    |               | ARG | BRA | RSA | USW | ESP | MON | BEL | SWE | FRA | GBR | GER | AUT | NED | ITA | USA | CAN | JPN | 0      | NC   |
| 1977        | 001    | Ford Cosworth DFV | G    | Brian Henton  |     |     |     |     |     |     |     |     |     |     |     |     | DSQ | DNQ |     |     |     | 0      | NC   |
| Referencia: |        |                   |      |               |     |     |     |     |     |     |     |     |     |     |     |     |     |     |     |     |     |        |      |